# Prva slovenska nogometna liga
Prva slovenska nogometna liga, trenutno zaradi sponzorskih razlogov imenovana PrvaLiga Telemach, krajše tudi 1.SNL, je najvišja raven slovenskega nogometnega ligaškega sistema. Tekmovanje vključuje deset klubov in deluje na sistemu napredovanja in izpadanja z 2. SNL. Sezona običajno poteka od julija do maja, pri čemer vsaka ekipa odigra 36 tekem.
Tekmovanje je bilo ustanovljeno leta 1991, po tem ko je Slovenija postala neodvisna država. Od leta 1920 do konca sezone 1990–91 je bila Slovenska republiška liga nižja liga znotraj Jugoslovanskega ligaškega sistema, čeprav so najboljši slovenski klubi običajno tekmovali na najvišjih ravneh jugoslovanskega ligaškega sistema. Poteka pod okriljem Nogometne zveze Slovenije. Celje in Maribor sta edina ustanovna kluba, ki nista nikoli izpadla iz lige od njene ustanovitve leta 1991.
Od ustanovitve PrveLige leta 1991 je v njej tekmovalo 47 klubov. Naslov prvaka so osvojili naslednji klubi: Maribor (16), Gorica (4), Olimpija (4), Olimpija Ljubljana (4), Celje (2), Domžale (2), Koper (1) in Mura (1)

## Zgodovina
PrvaLiga Telemach je bila ustanovljena po osamosvojitvi Slovenije leta 1991 in je v svoji prvi sezoni obsegala 21 klubov. Pred tem so slovenske ekipe tekmovale v jugoslovanskem ligaškem sistemu. Olimpija, Maribor in Nafta so bile edine slovenske ekipe, ki so igrali v jugoslovanski prvi ligi med letoma 1945 in razpadom Jugoslavije leta 1991. Medtem ko so bili del jugoslovanskega nogometnega sistema, so večina slovenskih klubov tekmovala za naslov regionalnih prvakov v Slovenski republiški ligi, ki je bila tretja raven jugoslovanskega nogometa. 
Leta 1991 se je Nogometna zveza Slovenije ločila od Nogometne zveze Jugoslavije in ustanovila lastna tekmovanja, kjer so slovenski klubi tekmovali za naslov slovenskih državnih prvakov. Do leta 2024 sta Celjein Maribor edina ustanovna kluba, ki nista nikoli izpadla iz lige od ustanovne sezone 1991–92. Format tekmovanja in število klubov v ligi sta se skozi čas spreminjala, od 21 klubov v prvi sezoni do 10 klubov v sedanji obliki.
Prvi naslov prvaka v samostojni Sloveniji je osvojila Olimpija. Imeli so dolgo tradicijo igranja v jugoslovanski prvi ligi, njihova ekipa pa je bila sestavljena iz igralcev iz tistega obdobja. Olimpija je dominirala v ligi in zmagala še trikrat, preden je Gorica osvojila svoj prvi naslov v sezoni 1995–96. Po uspehu Gorice je Maribor osvojil svoj prvi naslov v sezoni 1996-97. To je začelo rekordno serijo sedmih zaporednih naslovov, ki se je končala, ko je Gorica osvojila svoj drugi naslov v sezoni 2003–04. Klub iz Nove Gorice je nadaljeval z osvojitvijo še dveh naslovov, s čimer je postal tretji klub, ki je trikrat zapored osvojil naslov prvaka. V sezoni 2006–07 je Domžale osvojil svoj prvi naslov, kar so ponovili naslednjo sezono. Od sezone 2008–09 naprej je Maribor postal glavna sila v slovenskem nogometu še drugič, saj je osvojil 9 od 16 naslovov od takrat, vključno s petimi zaporednimi naslovi med letoma 2011 in 2015. Med 2009 in 2025 so naslove osvojili tudi Koper, Olimpija, Celje in Mura.

## Format tekmovanja
PrvaLiga se igra v štirikrožnem sistemu. Vsaka ekipa igra proti vsaki drugi štirikrat, dvakrat doma in dvakrat v gosteh, kar v celoti znaša 36 krogov. Ekipe dobijo tri točke za zmago, eno točko za neodločen izid in nobene točke za poraz. Ekipe so razvrščene glede na skupni seštevek točk, in če sta dve ekipi izenačeni, se kot prvi kriterij za razvrščanje uporabi rezultat neposrednih dvobojev. Ob koncu sezone se prve tri ekipe uvrstijo v kvalifikacije za Evropska tekmovanja. Prvak se uvrsti v kvalifikacije za Ligo Prvakov, drugouvrščeni in tretjeuvrščeni v Konferenčno Ligo, pokalni zmagovalec pa v Evropsko Ligo. Če katera izmed prvih treh ekip osvoji Pokal Pivovarna Union, se tudi četrta ekipa uvrsti v kvalifikacije za Konferenčno Ligo. Če pa je zmagovalec pokala druga ekipa, pa se le-ta kvalificira v Evropsko Ligo. Po vsakem koncu sezone se od najvišjega elitnega tekmovanja poslovi ena ali dve ekipi. Ekipa, ki zbere najmanj točk v celotni sezoni oziroma je na lestvici zadnja, se poslovi od tekmovanja in izpade v nižjo ligo, to je 2.SNL. Nadomesti jo prvak 2.SNL, ki pridobi neposredni vstop v najvišji rang nogometnega tekmovanja. Poslovi se lahko tudi ekipa na devetem mestu, če v dveh tekmah za kvalifikacijah za izpad s skupnim izidom ne premaga drugouvrščene ekipe iz nižje lige.
Trenutni sistem je v uporabi od leta 2005. Med letoma 1993 in 1995 je bil v uporabi redni sistem vsak z vsakim z dvojnim krogom in 16 klubi, preden je bil zamenjan s trenutnim sistemom z desetimi klubi za tri sezone do leta 1998. Med letoma 1998 in 2003 je bil uporabljen trojni krog z dvanajstimi klubi in dvema neposrednima izpadoma. V naslednjih dveh sezonah, 2003–04 in 2004–05, je bila liga po koncu rednega dela razdeljena na skupino za naslov prvaka in skupino za izpad.
V zgodovini tekmovanja pa se je spreminjalo tudi število ekip v vsaki sezoni.
1991–1992: 21 klubov
1992–1993: 18 klubov
1993–1995: 16 klubov
1995–1998: 10 klubov
1998–2005: 12 klubov
2005–trenutno: 10 klubov
Kriteriji za razvrstitev klubov z enakim številom točk
V primeru enakega števila točk, se razvrstitev uveljavlja na osnovi naslednjih zaporednih kriterijev:
- število točk iz medsebojnih srečanj
- razlike med danimi in prejetimi goli v medsebojnih srečanjih
- števila doseženih zadetkov v gosteh v medsebojnih srečanjih
- gol razlike z vseh tekem
- števila danih zadetkov na vseh tekmah
- števila zadetkov v gosteh na vseh tekmah
- fair play urstitve ekip
- žreb

Povzeto po 50. členu Tekmovalnega pravilnika NZS.

## Klubi
Skupno 10 ekip sestavlja trenutno sezono (2025/26), vključuje 9 ekip iz sezone 2024/25 in 1, ki je napredovala iz 2.SNL. 
| Klub                  | Mesto v 2024-25  | Debij v PrvaLiga | Sezone v PrvaLiga | Št. naslovov | Stadion                  |
| --------------------- | ---------------- | ---------------- | ----------------- | ------------ | ------------------------ |
| Bravo                 | 5. mesto         | 2019–20          | 7                 | —            | Stadion Stožice          |
| Celje                 | 4. mesto         | 1991–92          | 35                | 2            | Stadion Z'Dežele         |
| Domžale               | 9. mesto         | 1991–92          | 28                | 2            | Športni park Domžale     |
| Koper                 | 3. mesto         | 1991–92          | 28                | 1            | Stadion Bonifika         |
| Maribor               | 2. mesto         | 1991–92          | 35                | 16           | Stadion Ljudski vrt      |
| Mura                  | 7. mesto         | 2018–19          | 7                 | 1            | Stadion Fazanerija       |
| NK Aluminij           | 2. SNL, 1. mesto | 2011-12          | —                 | —            | Športni park Kidričevo   |
| NK Olimpija Ljubljana | 1. mesto         | 2009–10          | 17                | 4            | Stadion Stožice          |
| Primorje              | 6. mesto         | 2024–25          | 2                 | —            | Športni park Nova Gorica |
| Radomlje              | 8. mesto         | 2014–15          | 7                 | —            | Športni park Domžale     |

## UEFA koeficient
Posodobljeno 12. junija 2024. Tabela prikazuje položaj PrvaLiga glede na uvrstitev državnega koeficienta UEFA ter štiri lige, ki so najbližje položaju Prve lige (dve ligi z višjim koeficientom in dve z nižjim koeficientom).
| #  | Tekmovanje           | 2019–20 | 2020–21 | 2021–22 | 2022–23 | 2023–24 | Koeficient |
| -- | -------------------- | ------- | ------- | ------- | ------- | ------- | ---------- |
| 28 | Misli Premier League | 3.375   | 2.500   | 4.375   | 4.000   | 5.875   | 20.125     |
| 29 | Niké Liga            | 3.000   | 1.500   | 4.125   | 6.000   | 5.000   | 19.625     |
| 30 | PrvaLiga Telemach    | 2.000   | 2.250   | 3.000   | 2.125   | 3.875   | 13.250     |
| 31 | Super Liga           | 0.750   | 1.375   | 5.250   | 3.750   | 2.000   | 13.125     |
| 32 | AlbiMall Superliga   | 1.500   | 1.833   | 2.333   | 2.875   | 3.000   | 11.541     |

## Naslovi prvaka po sezonah
| Sezona    | Prvak    | Drugouvrščeni |
| --------- | -------- | ------------- |
| 1991–92   | Olimpija | Maribor       |
| 1992–93   | Olimpija | Maribor       |
| 1993–94   | Olimpija | NK Mura       |
| 1994–95   | Olimpija | Maribor       |
| 1995–96   | Gorica   | Olimpija      |
| 1996–97   | Maribor  | Primorje      |
| 1997–98   | Maribor  | NK Mura       |
| 1998–99   | Maribor  | Gorica        |
| 1999–2000 | Maribor  | Gorica        |
| 2000–01   | Maribor  | Olimpija      |
| 2001–02   | Maribor  | Primorje      |
| 2002–03   | Maribor  | Celje         |
| 2003–04   | Gorica   | Olimpija      |
| 2004–05   | Gorica   | Domžale       |
| 2005–06   | Gorica   | Domžale       |
| 2006–07   | Domžale  | Gorica        |
| 2007–08   | Domžale  | Koper         |

| Sezona  | Prvak              | Drugouvrščeni      |
| ------- | ------------------ | ------------------ |
| 2008–09 | Maribor            | Gorica             |
| 2009–10 | Koper              | Maribor            |
| 2010–11 | Maribor            | Domžale            |
| 2011–12 | Maribor            | Olimpija Ljubljana |
| 2012–13 | Maribor            | Olimpija Ljubljana |
| 2013–14 | Maribor            | Koper              |
| 2014–15 | Maribor            | Celje              |
| 2015–16 | Olimpija Ljubljana | Maribor            |
| 2016–17 | Maribor            | Gorica             |
| 2017–18 | Olimpija Ljubljana | Maribor            |
| 2018–19 | Maribor            | Olimpija Ljubljana |
| 2019–20 | Celje              | Maribor            |
| 2020–21 | NŠ Mura            | Maribor            |
| 2021–22 | Maribor            | Koper              |
| 2022–23 | Olimpija Ljubljana | Celje              |
| 2023–24 | Celje              | Maribor            |
| 2024–25 | Olimpija Ljubljana | Maribor            |

| Klub               | Št. naslovov | Drugo mesto | Sezone                                                                                         |
| ------------------ | ------------ | ----------- | ---------------------------------------------------------------------------------------------- |
| Maribor            | 16           | 9           | 1997, 1998, 1999, 2000, 2001, 2002, 2003, 2009, 2011, 2012, 2013, 2014, 2015, 2017, 2019, 2022 |
| Gorica             | 4            | 5           | 1996, 2004, 2005, 2006                                                                         |
| Olimpija*          | 4            | 3           | 1992, 1993, 1994, 1995                                                                         |
| Olimpija Ljubljana | 4            | 3           | 2016, 2018, 2023, 2025                                                                         |
| Domžale            | 2            | 3           | 2007, 2008                                                                                     |
| Celje              | 2            | 2           | 2020, 2024                                                                                     |
| Koper              | 1            | 3           | 2010                                                                                           |
| Mura               | 1            | 0           | 2021                                                                                           |

*Klub ne obstaja več

## Derbiji
- Večni derbi - NK Maribor proti NK Olimpija Ljubljana.
- Štajerski derbi - NK Maribor proti NK Celje. Tekma dveh največjih štajerskih mest.
- Primorski derbi - FC Koper proti ND Gorica. Tekma dveh najuspešnejših ekip iz Primorske.
- Severnoprimorski derbi - NK Primorje proti ND Gorica. Rivalstvo med Ajdovščino in Novo Gorico, dveh največjih severnoprimorskih mest.
- Osrednjeslovenski derbi - NK Domžale proti NK Olimpija Ljubljana. Tekma dveh najuspešnejših osrednjeslovenskih ekip.
- Prekmurski derbi - NŠ Mura proti NK Nafta 1903. Tekma dveh najuspešnejših prekmurski ekip.
- Drugi štajerski derbi - NK Rudar Velenje proti NK Maribor. Drugi štajerski derbi.
- Zahodnoštajerski derbi - NK Rudar Velenje proti NK Celje. Derbi največjih mest na zahodnem Štajerskem, ter ob enem še derbi sosedov.
- Ljubljanski derbi - NK Bravo proti NK Olimpija Ljubljana. Derbi dveh klubov iz Ljubljane.

## Statistika

### Najboljši strelci po sezonah
| Sezona  | Št. golov | Nogometaš                                        | Klub               |
| ------- | --------- | ------------------------------------------------ | ------------------ |
| 2024/25 | 15        | Raul Florucz                                     | Olimpija Ljubljana |
| 2023/24 | 18        | Aljoša Matko                                     | Celje              |
| 2022/23 | 20        | Žan Vipotnik                                     | Maribor            |
| 2021/22 | 17        | Ognjen Mudrinski                                 | Maribor            |
| 2020/21 | 14        | Nardin Mulahusejnović Jan Mlakar                 | Koper Maribor      |
| 2019/20 | 26        | Ante Vukušić                                     | Olimpija Ljubljana |
| 2018/19 | 18        | Luka Zahović                                     | Maribor            |
| 2017/18 | 18        | Luka Zahović                                     | Maribor            |
| 2016/17 | 17        | John Mary                                        | Rudar Velenje      |
| 2015/16 | 17        | Andraž Šporar Rok Kronaveter Jean-Philippe Mendy | Olimpija Maribor   |
| 2014/15 | 17        | Marcos Tavares                                   | Maribor            |
| 2013/14 | 19        | Mate Eterović                                    | Rudar Velenje      |
| 2012/13 | 17        | Marcos Tavares                                   | Maribor            |
| 2011/12 | 22        | Dare Vršič                                       | Olimpija           |
| 2010/11 | 16        | Marcos Tavares                                   | Maribor            |
| 2009/10 | 23        | Milan Osterc                                     | Gorica             |
| 2008/09 | 17        | Etien Velikonja                                  | Gorica             |
| 2007/08 | 22        | Dario Zahora                                     | Domžale            |
| 2006/07 | 22        | Nikola Nikezić                                   | Gorica             |
| 2005/06 | 24        | Miran Burgič                                     | Gorica             |
| 2004/05 | 18        | Kliton Bozgo                                     | Maribor            |
| 2003/04 | 19        | Dražen Žeželj                                    | Ljubljana Primorje |
| 2002/03 | 22        | Marko Kmetec                                     | Ljubljana Olimpija |
| 2001/02 | 16        | Romano Obilinović                                | Primorje           |
| 2000/01 | 23        | Damir Pekič                                      | Publikum           |
| 1999/00 | 24        | Kliton Bozgo                                     | Maribor            |
| 1998/99 | 17        | Novica Nikčevič                                  | Gorica             |
| 1997/98 | 21        | Ismet Ekmečić                                    | Olimpija           |
| 1996/97 | 21        | Faik Kamberović                                  | Publikum           |
| 1995/96 | 28        | Ermin Šiljak                                     | Olimpija           |
| 1994/95 | 25        | Štefan Škaper                                    | Beltinci           |
| 1993/94 | 23        | Štefan Škaper                                    | Potrošnik Beltinci |
| 1992/93 | 25        | Sašo Udovič                                      | Slovan             |
| 1991/92 | 29        | Zoran Ubavič                                     | Olimpija           |

### Večna lestvica najboljših strelcev lige
| #  | Igralec        | Goli | Nastopi | Povprečje |
| -- | -------------- | ---- | ------- | --------- |
| 1  | Marcos Tavares | 159  | 436     | 0.36      |
| 2  | Štefan Škaper  | 130  | 226     | 0.58      |
| 3  | Kliton Bozgo   | 109  | 207     | 0.53      |
| 4  | Ermin Rakovič  | 108  | 269     | 0.4       |
| 5  | Milan Osterc   | 106  | 276     | 0.38      |
| 5  | Rok Kronaveter | 106  | 335     | 0.32      |
| 7  | Damir Pekič    | 103  | 266     | 0.39      |
| 8  | Marko Kmetec   | 95   | 271     | 0.35      |
| 9  | Dalibor Volaš  | 92   | 241     | 0.38      |
| 10 | Ismet Ekmečić  | 90   | 199     | 0.45      |

Vir: Uradna spletna stran PrvaLiga

### Večna klubska lestvica 1991–2025
Klubi, označeni s krepko so trenutni udeleženci 1.SNL

Klubi, označeni z ležeče so razpadli in ne obstajajo več.

Klubi v navadni obliki pisave trenutno igrajo v nižjem rangu tekmovanja.

| Poz. | Klub                  | Sezone | Tekme | Zmage | Remi | Porazi | Dani goli | Prejeti goli | Točke | 1º | 2º | 3º |
| ---- | --------------------- | ------ | ----- | ----- | ---- | ------ | --------- | ------------ | ----- | -- | -- | -- |
| 1    | Maribor               | 34     | 1175  | 657   | 290  | 228    | 2196      | 1145         | 2185  | 16 | 9  | 4  |
| 2    | Celje                 | 34     | 1174  | 463   | 303  | 408    | 1673      | 1520         | 1636  | 2  | 3  | 1  |
| 3    | Gorica                | 29     | 1046  | 431   | 271  | 344    | 1521      | 1293         | 1508  | 4  | 5  | 5  |
| 4    | Domžale               | 29     | 941   | 366   | 251  | 324    | 1347      | 1201         | 1344  | 2  | 3  | 5  |
| 5    | Koper                 | 27     | 961   | 369   | 270  | 322    | 1234      | 1180         | 1331  | 1  | 3  | 3  |
| 6    | Rudar Velenje         | 25     | 874   | 293   | 214  | 367    | 1123      | 1263         | 1041  | -  | -  | 4  |
| 7    | Olimpija Ljubljana[D] | 16     | 560   | 290   | 131  | 139    | 929       | 568          | 1001  | 3  | 3  | 5  |
| 8    | Primorje              | 18     | 616   | 233   | 157  | 226    | 888       | 809          | 824   | -  | 2  | 1  |
| 9    | Olimpija[A]           | 15     | 469   | 237   | 104  | 128    | 935       | 553          | 720   | 4  | 3  | 1  |
| 10   | Mura[C]               | 14     | 470   | 204   | 120  | 146    | 673       | 545          | 660   | -  | 2  | 2  |
| 11   | Korotan               | 9      | 290   | 102   | 62   | 126    | 352       | 399          | 354   | -  | -  | -  |
| 12   | NŠ Mura               | 7      | 237   | 90    | 79   | 68     | 329       | 280          | 349   | 1  | -  | -  |
| 13   | Nafta                 | 9      | 326   | 96    | 78   | 152    | 380       | 537          | 347   | -  | -  | -  |
| 14   | Beltinci              | 9      | 308   | 96    | 70   | 142    | 414       | 526          | 304   | -  | -  | -  |
| 15   | Aluminij              | 8      | 288   | 76    | 74   | 138    | 323       | 467          | 302   | -  | -  | -  |
| 16   | Drava                 | 7      | 244   | 81    | 56   | 107    | 311       | 367          | 299   | -  | -  | -  |
| 17   | Triglav               | 9      | 318   | 74    | 58   | 176    | 315       | 606          | 290   | -  | -  | -  |
| 18   | Bravo                 | 6      | 201   | 68    | 64   | 69     | 232       | 231          | 268   | -  | -  | -  |
| 19   | Ljubljana             | 6      | 230   | 86    | 57   | 87     | 300       | 324          | 261   | -  | -  | -  |
| 20   | Radomlje              | 6      | 201   | 40    | 54   | 107    | 182       | 349          | 174   | -  | -  | -  |
| 21   | Tabor Sežana          | 5      | 177   | 42    | 46   | 89     | 178       | 274          | 172   | -  | -  | -  |
| 22   | Interblock            | 4      | 144   | 41    | 33   | 70     | 170       | 225          | 156   | -  | -  | -  |
| 23   | Krka                  | 5      | 172   | 42    | 44   | 86     | 148       | 262          | 155   | -  | -  | -  |
| 24   | Zavrč[E]              | 3      | 108   | 40    | 22   | 46     | 128       | 156          | 142   | -  | -  | -  |
| 25   | Izola[B]              | 5      | 170   | 49    | 41   | 80     | 195       | 336          | 140   | -  | -  | 1  |
| 26   | Dravograd             | 4      | 129   | 37    | 28   | 64     | 167       | 232          | 139   | -  | -  | -  |
| 27   | Krško                 | 4      | 144   | 32    | 42   | 70     | 128       | 224          | 138   | -  | -  | -  |
| 28   | Naklo                 | 4      | 134   | 45    | 44   | 45     | 170       | 174          | 134   | -  | -  | -  |
| 29   | Šmartno               | 3      | 97    | 31    | 33   | 33     | 130       | 133          | 126   | -  | -  | -  |
| 30   | Svoboda               | 4      | 134   | 45    | 31   | 58     | 156       | 205          | 121   | -  | -  | -  |
| 31   | Bela Krajina          | 3      | 104   | 21    | 33   | 50     | 104       | 169          | 96    | -  | -  | -  |
| 32   | Mura 05               | 2      | 72    | 27    | 11   | 34     | 95        | 112          | 92    | -  | -  | 1  |
| 33   | Slovan                | 3      | 104   | 28    | 33   | 43     | 131       | 153          | 89    | -  | -  | -  |
| 34   | Zagorje               | 3      | 106   | 25    | 26   | 55     | 94        | 146          | 78    | -  | -  | -  |
| 35   | Steklar               | 2      | 74    | 16    | 26   | 32     | 90        | 147          | 58    | -  | -  | -  |
| 36   | Jadran Dekani         | 3      | 100   | 11    | 17   | 72     | 60        | 254          | 39    | -  | -  | -  |
| 37   | Rogaška               | 1      | 36    | 10    | 6    | 20     | 37        | 64           | 36    | -  | -  | -  |
| 38   | Rudar Trbovlje        | 1      | 40    | 12    | 9    | 19     | 47        | 60           | 33    | -  | -  | -  |
| 39   | Ankaran               | 1      | 36    | 5     | 11   | 19     | 33        | 84           | 26    | -  | -  | -  |
| 40   | Primorje              | 1      | 20    | 7     | 3    | 10     | 21        | 36           | 24    | -  | -  | -  |
| 41   | Medvode               | 1      | 40    | 9     | 5    | 26     | 26        | 84           | 23    | -  | -  | -  |
| 42   | Železničar Maribor    | 2      | 34    | 6     | 8    | 20     | 30        | 62           | 20    | -  | -  | -  |
| 43   | SET Vevče             | 1      | 36    | 4     | 7    | 25     | 37        | 83           | 19    | -  | -  | -  |
| 44   | Pohorje               | 1      | 33    | 4     | 6    | 23     | 26        | 73           | 18    | -  | -  | -  |
| 45   | Ivančna Gorica        | 1      | 36    | 4     | 5    | 27     | 39        | 95           | 17    | -  | -  | -  |
| 46   | Kočevje               | 1      | 30    | 4     | 9    | 17     | 24        | 91           | 17    | -  | -  | -  |
| 47   | Nafta 1903            | 1      | 21    | 3     | 4    | 14     | 13        | 37           | 13    | -  | -  | -  |

Vir: Uradna stran PrveLige

### Rekordi

#### Obisk
- Največji obisk na eni tekmi: 14,000, NK Maribor - NK Beltinci (5-1), 1. junij 1997[4] in NK Olimpija Ljubljana – NK Maribor (1–2), 7. maj 2016
- Največji povprečni obisk: 5,289, NK Maribor v sezoni 1996–97

#### Posamezne tekme
- Največja ligaška zmaga/poraz: 12-0, NK Olimpija - NK Jadran Dekani, 7. junij 1992[5]

#### Igralci
- Največ nastopov: 488, Sebastjan Gobec v 19 sezonah v letih 1996–97 in 2014–15[6]
- Največ ligaških minut: 40.577, Sebastjan Gobec v 19. sezonah med 1996-97 in 2014-15[6]
- Največ ligaških golov : 159, Marcos Tavares v 13. sezonah med 2007-08 in 2020-21[7]
- Največ ligaških golov v sezoni: 29, Zoran Ubavič v sezoni 1991–92[8]

#### Klubi[9]
- Največ zaporednih ligaških zmag: 12, NK Maribor in NK Olimpija
- Največ zaporednih ligaških remijev: 8, FC Koper
- Največ zaporednih ligaških porazov: 15, NK Izola
- Največ zaporednih ligaških tekem brez poraza (niz nepremaganosti): 32, NK Domžale
- Največ zaporednih ligaških tekem brez zmage: 36, NK Rudar Velenje

#### Sezone[10]
- Največ osvojenih točk v eni sezoni: 85, NK Maribor v sezoni 2011–2012
- Najmanj osvojenih točk v eni sezoni: 3, NK Jadran Dekani v sezoni 1994–95
- Največ golov v eni sezoni: 103, NK Olimpija v sezoni 1991–92
- Najmanj golov v eni sezoni: 12, NK Jadran Dekani v sezoni 1994–95
- Največ prejetih zadetkov v eni sezoni: 140, NK Izola v sezoni 1995–96
- Najmanj prejetih zadetkov v eni sezoni: 17, NK Olimpija v sezoni 2017-18
- Najboljša gol razlika v eni sezoni: +84, NK Olimpija v sezoni 1991–92
- Najslabša gol razlika v eni sezoni: -127, NK Izola v sezoni 1995–96

#### Kartoni
- Največ rumenih kartonov: 146, Sebastjan Gobec v 19 sezonah v letih 1996–97 in 2014–15[6]

## Nagrade

### Pokal
Trenutni pokal se podeljuje od sezone 2012–13 in ga je oblikoval kipar Mirko Bratuša iz Negove. Pokal prikazuje žogo z enajstimi zvezdastimi luknjami, znotraj katerih so enajst igralcev, ki držijo skupaj in gledajo v nebo. Izdelan je iz medenine, brona in zlata ter tehta 13 kg.

### Igralske nagrade
Prve nagrade za igralca leta so podelili slovenski časopis Dnevnik v zgodnjih devetdesetih letih. Med letoma 1996 in 1999 so jih podeljevali pri Ekipi, od leta 2004 pa nagrade organizira Sindikat profesionalnih igralcev nogometa Slovenije (SPINS).
| Igralec leta - 1991 Miloš Breznikar - 1992 Vlado Miloševič - 1993 Gregor Židan - 1994 Džoni Novak - 1995 Sandi Valentinčič - 2004 Damir Pekič and Dražen Žeželj - 2005 Saša Ranić - 2006 Ermin Rakovič - 2007–08 Amer Jukan - 2008–09 Marcos Tavares - 2009–10 Miran Pavlin - 2010–11 Marcos Tavares - 2011–12 Dare Vršič - 2012–13 Agim Ibraimi - 2013–14 Massimo Coda - 2014–15 Benjamin Verbič - 2015–16 Rok Kronaveter - 2016–17 Dare Vršič - 2017–18 Senijad Ibričić - 2018–19 Rudi Požeg Vancaš - 2019–20 Mitja Lotrič - 2020–21 Senijad Ibričić - 2021–22 Ognjen Mudrinski - 2022–23 Žan Vipotnik - 2023–24 Žan Karničnik | Mladi igralec leta - 2011–12 Boban Jović - 2012–13 Boban Jović - 2013–14 Martin Milec - 2014–15 Benjamin Verbič - 2015–16 Miha Zajc - 2016–17 Luka Zahović - 2017–18 Luka Zahović - 2018–19 Jan Mlakar - 2019–20 Dario Vizinger - 2020–21 Timi Max Elšnik - 2021–22 Tomi Horvat - 2022–23 Žan Vipotnik - 2023–24 Egor Prutsev |

### Trenerske nagrade
nerske nagrade niso bile podeljene med letoma 2012 in 2019.
Trener leta
- 2011–12 Darko Milanič[21]
- 2018–19 Ante Šimundža[34]
- 2019–20 Dušan Kosič[29]
- 2020–21 Dejan Djuranović[30]
- 2021–22 Zoran Zeljković[31]
- 2022–23 Albert Riera[32]
- 2023–24 Ante Šimundža[33]
- 2024-25 Victor Sanchez

## TV partnerji
V zgodnjih letih je ligo prenašala le nacionalna javna televizija, RTV Slovenija. Od leta 2008 do 2012 sta imela skupne prenose z Šport TV, od 2013 do 2015 pa s Planet TV. V sezonah 2015–16 in 2016–17 je bila liga ekskluzivno predvajana na Kanalu A. V sezoni 2017–18 je ligo skupaj predvajala Kanal A in Šport TV. V prvem krogu sezone so prvič v zgodovini lige vsi peti tekmi predvajali v živo.
V obdobju med sezonama 2018–19 in 2020–21 je ligo skupaj predvajala Planet TV in RTV Slovenija. Z začetkom sezone 2019–20 se je ena tekma na teden predvajala tudi na lokalnih kanalih Sportklub v Bosni in Hercegovini, Hrvaški, Črni gori, Severni Makedoniji in Srbiji. Od sezone 2022–23 liga predvaja tudi na Poljskem preko Sportklub Polska.
| Country                | TV channel       |
| ---------------------- | ---------------- |
| Bosnia and Herzegovina | Sportklub        |
| Croatia                | Sportklub        |
| Montenegro             | Sportklub        |
| North Macedonia        | Sportklub        |
| Poland                 | Sportklub Polska |
| Serbia                 | Sportklub        |
| Slovenia               | Sportklub        |
| Slovenia               | Šport TV         |

## Generalni sponzor
| Obdobje   | Sponzor           | Ime prvenstva               |
| --------- | ----------------- | --------------------------- |
| 1991–1999 | No sponsor        | 1. SNL                      |
| 1999–2004 | Si.mobil          | Liga Si.mobil               |
| 2004–2006 | Si.mobil Vodafone | Liga Si.mobil Vodafone      |
| 2006–2009 | Telekom Slovenije | Prva liga Telekom Slovenije |
| 2009–2013 | No sponsor        | Prva liga                   |
| 2013–2021 | Telekom Slovenije | Prva liga Telekom Slovenije |
| 2021–     | Telemach          | PrvaLiga Telemach           |

## Povezave
- Uradna spletna stran PrveLige Telekom Slovenije
- Uradna spletna stran pod okriljem NZS
- Slovenski nogometni portal